# Сигизмунд II Август
Сигизму́нд II А́вгуст (белор. Жыгімонт ll Аўгуст, пол. Zygmunt II August; 1 августа 1520, Краков, Королевство Польское — 7 июля 1572, Кнышин, Подлянское воеводство, Речь Посполитая) из рода Ягеллонов — великий князь литовский с 18 октября 1529 года, король польский с 20 февраля 1530. До 1548 года правил совместно со своим отцом Сигизмундом I. В его правление, в 1569 году, была принята Люблинская уния, по которой Великое княжество Литовское и Королевство Польское объединялись в федеративное государство — Речь Посполитую, правителем которой с титулом короля польского и великого князя литовского и стал Сигизмунд Август. Был последним представителем династии Ягеллонов на троне. Кроме того, является последним королём польским и великим князем литовским, получившим корону в результате наследования, а не будучи избранным.

## Биография и государственная деятельность

### Внешняя политика

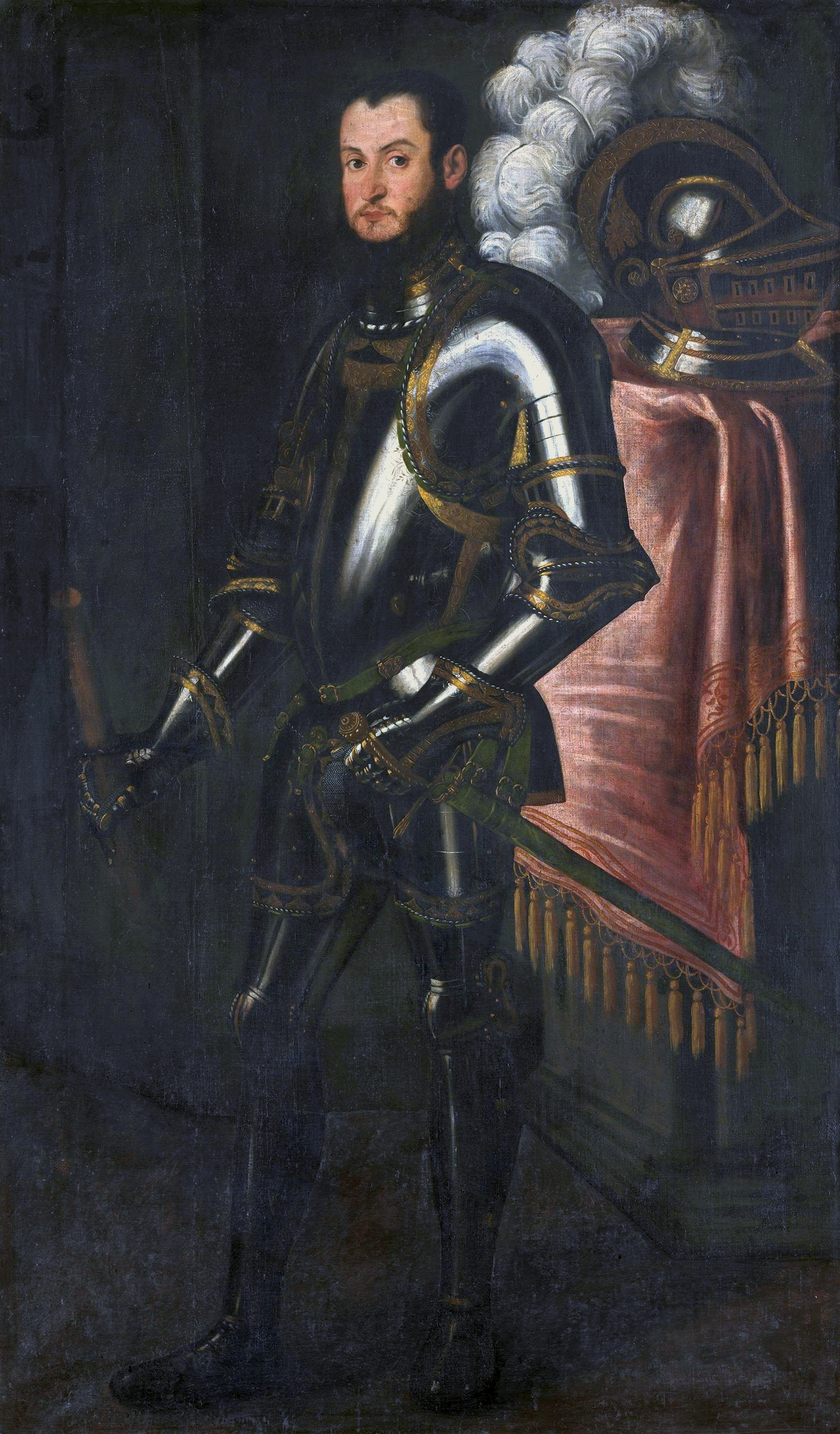
Портрет Сигизмунда II Августа в доспехах, 1550-е годы.

В делах внешних Сигизмунд Август старался поддерживать мир, оставался в хороших отношениях с Австрией и Турцией, но не мог избежать войны с Иваном Грозным вследствие притязаний последнего на некоторые части Ливонии, с которой Сигизмунд Август заключил оборонительный и наступательный союз. Долгие переговоры о перемирии с Русским царством и о браке Иоанна с сестрой великого князя литовского Екатериной не увенчались успехом, и после присоединения Лифляндии к Литве (1561) началась русско-литовская война (1561—1570), окончившаяся для Литвы временной утратой Полоцка. После подписания Люблинской унии (1569) Москве пришлось воевать с силами уже не только ВКЛ, но и Польши; к тому же, в 1569 году турецко-татарские войска совершили поход на Астрахань. Однако ВКЛ к тому времени было слишком истощено затянувшейся войной, поэтому в конце 1569 года в Москву выехало новое «великое посольство», — на этот раз от Речи Посполитой. Согласно условиям 3-летнего перемирия (1570), к России отходили Полоцк, Ситно, Езерище, Усвяты и еще несколько замков.

### Преобразования

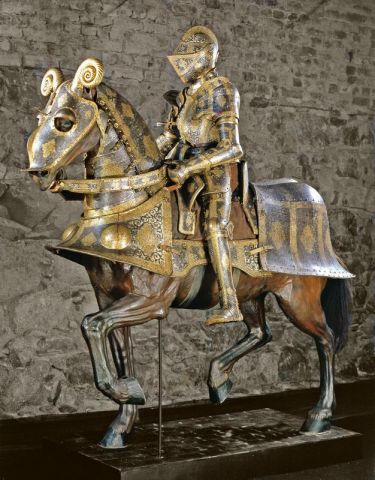
Парадные доспехи Сигизмунда II Августа, сделанный в Нюрнберге Кунцем Лохнером в 1550-х годах.

Между тем общественные дела требовали от короля самого напряжённого влияния. Реформационное движение достигло своего зенита и стало предметом государственного обсуждения на целом ряде сеймов, начиная с петроковского (в мае 1550). В борьбе католичества и протестантства король не принимал активного участия и даже не становился решительно на сторону той или другой группы. Когда Рим завязал сношения с Иоанном Грозным, Сигизмунд Август счёл себя почему-то обиженным, а курию — неблагодарной, и склонялся к покровительству протестантам; но эта минутная вспышка не имела серьёзных последствий. Когда началась католическая реакция, руководителями внутренней политики были папские нунции, а не король.
В 1557 году Сигизмунд II Август начал проведение аграрной реформы (волочная помера). Изначально данная реформа проводилась в великокняжеском домене Великого княжества Литовского. Позднее ее действие распространилось и на частновладельческие имения. Реформа способствовала увеличению дохода в тех имениях, в которых она проводилась, путём интенсификации сельского хозяйства.
В 1559 году была начата еще одна реформа — реформа государственных лесов.
Большое внимание уделил Сигизмунд Август законодательным работам ряда сеймов, обнимавшим самые разнообразные вопросы внутреннего государственного строя («naprawa Rzeczypospolitej»). На сейме, проходившем в 1562—1563 годах, он добился от польских магнатов возвращения королевских земель отданных представителям магнатерии после 1504 года. На сеймах варшавском (1563—1564) и петроковском (1567) решен был вопрос о коронных имениях, которые разделены были на две категории: одни (dobra stołowe) всецело предназначены были на содержание двора, другие розданы в пожизненное владение шляхте, причем четвёртая часть дохода с них назначена на содержание войска (wojsko kwarciane). Затем король почти единолично вынес на своих плечах все дело Люблинской унии.
7 июня 1563 года Сигизмунд II Август подписал новый привилей об уравнении в правах православных, католиков и протестантов (текст привилея включён в качестве преамбулы в Статут Великого княжества Литовского 1566 года).
В 1565—1566 годах были проведены ещё две реформы: административная и судебная.
Сигизмунд II Август начал строить военно-морской флот Королевства Польского.
Время правления Сигизмунда Августа составляет эпоху наивысшего расцвета шляхетского сословия в смысле развития в нём государственного самосознания; желая идти об руку с королевской властью, шляхта предложила весьма разумный проект учреждения в каждом повете королевских прокуроров (instygator), которые наблюдали бы за действиями других чинов, докладывали бы королю о всех злоупотреблениях их и в то же время поддерживали бы все королевские распоряжения военной силой. Проект этот не был принят.
Сигизмунд Август был любителем и покровителем изящных искусств, науки и литературы, достигших при нём, главным образом под влиянием реформации, цветущего состояния.

### Люблинская уния
В начале своего правления Сигизмунд II Август не был сторонником развития унии между Великим княжеством Литовским и Королевством Польским. Однако в дальнейшем он изменил свою позицию по этому вопросу, поспособствовав заключению Люблинской унии и созданию нового государства — Речи Посполитой. Попытки знати Великого княжества Литовского противодействовать этому процессу закончились тем, что Сигизмунд передал Королевству Польскому Киевщину, Волынь и Подляшье, которые ранее входили в состав Великого княжества Литовского.

### Семейная жизнь
| Портрет | Имя                   | Дата рождения | Дата смерти | Дата свадьбы |
| ------- | --------------------- | ------------- | ----------- | ------------ |
|         | Елизавета Австрийская | 1526 г.       | 1545 г.     | 1543 г.      |
|         | Барбара Радзивилл     | 1520/1523 г.  | 1551 г.     | 1547 г.      |
|         | Екатерина Австрийская | 1533 г.       | 1572 г.     | 1553 г.      |

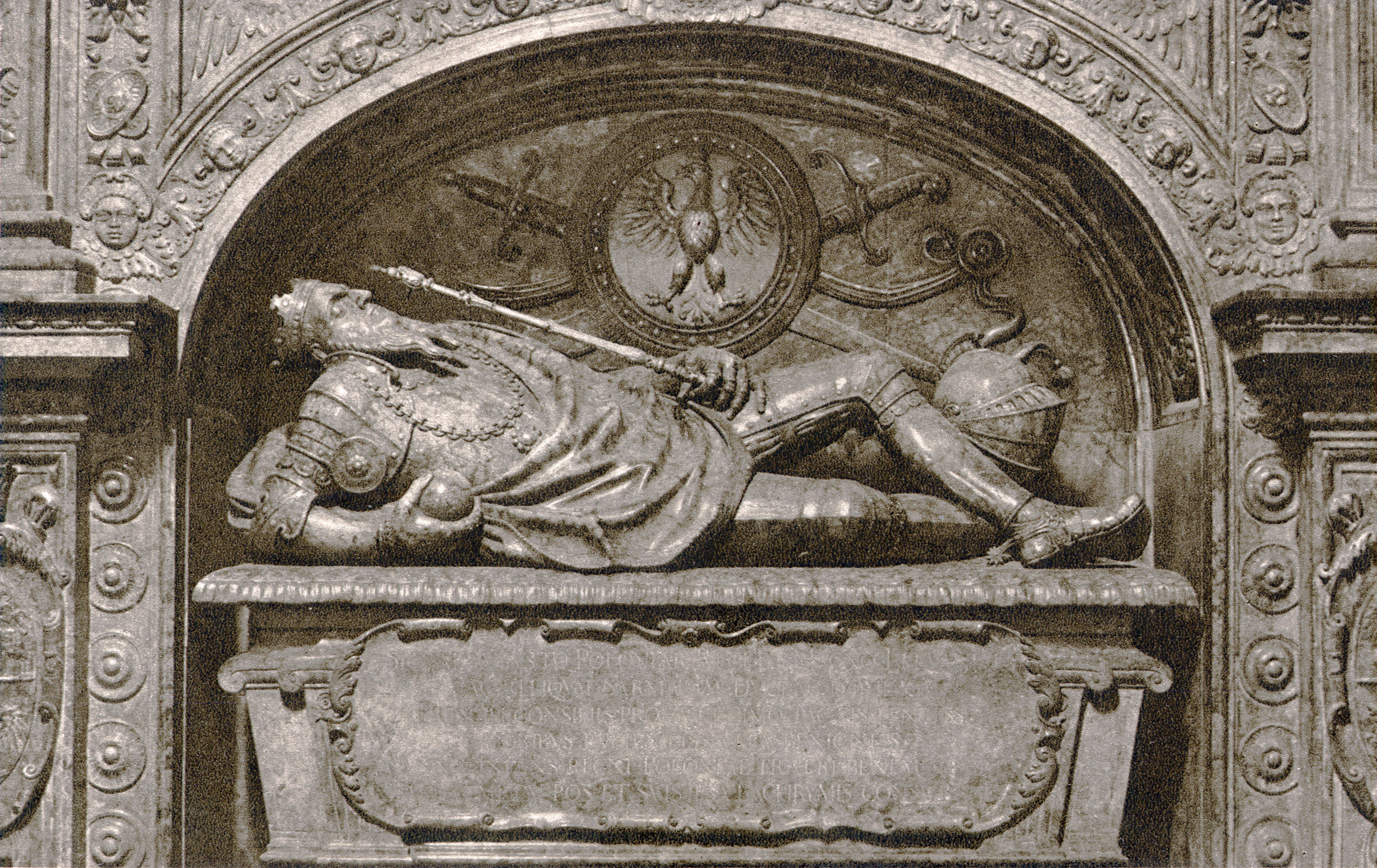
Эффигия Сигизмунда II Августа, Вавельский собор, Краков.

Сын Сигизмунда I и Боны Сфорца. Ещё в 1529 году был избран великим князем литовским, потом королём польским и коронован в Кракове в 1530 году. Воспитание под руководством матери ослабило его душевные силы и развило в нём мечтательность и нерешительность.

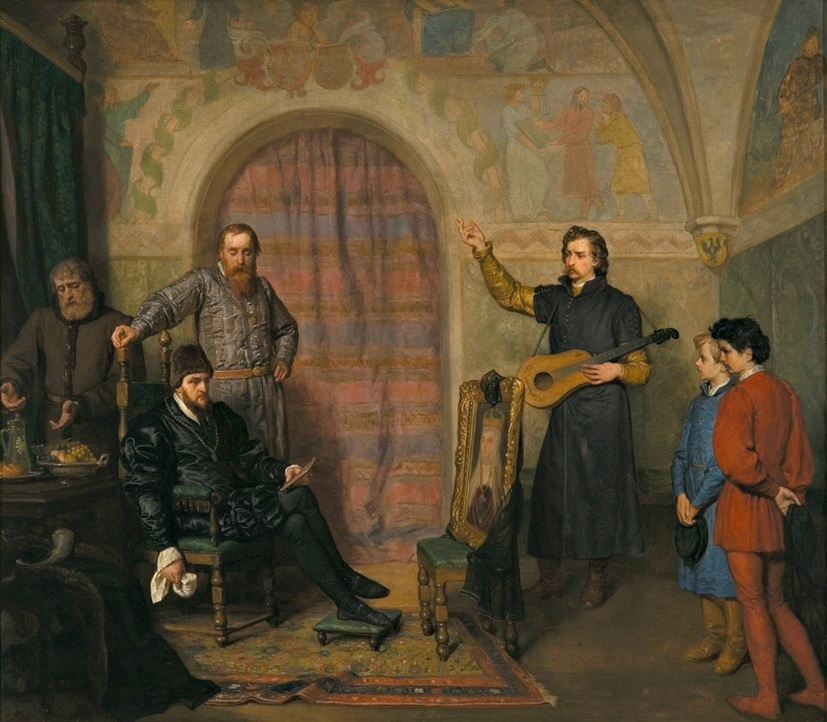
Войцех Герсон. «Овдовевший Сигизмунд Август» (1866)

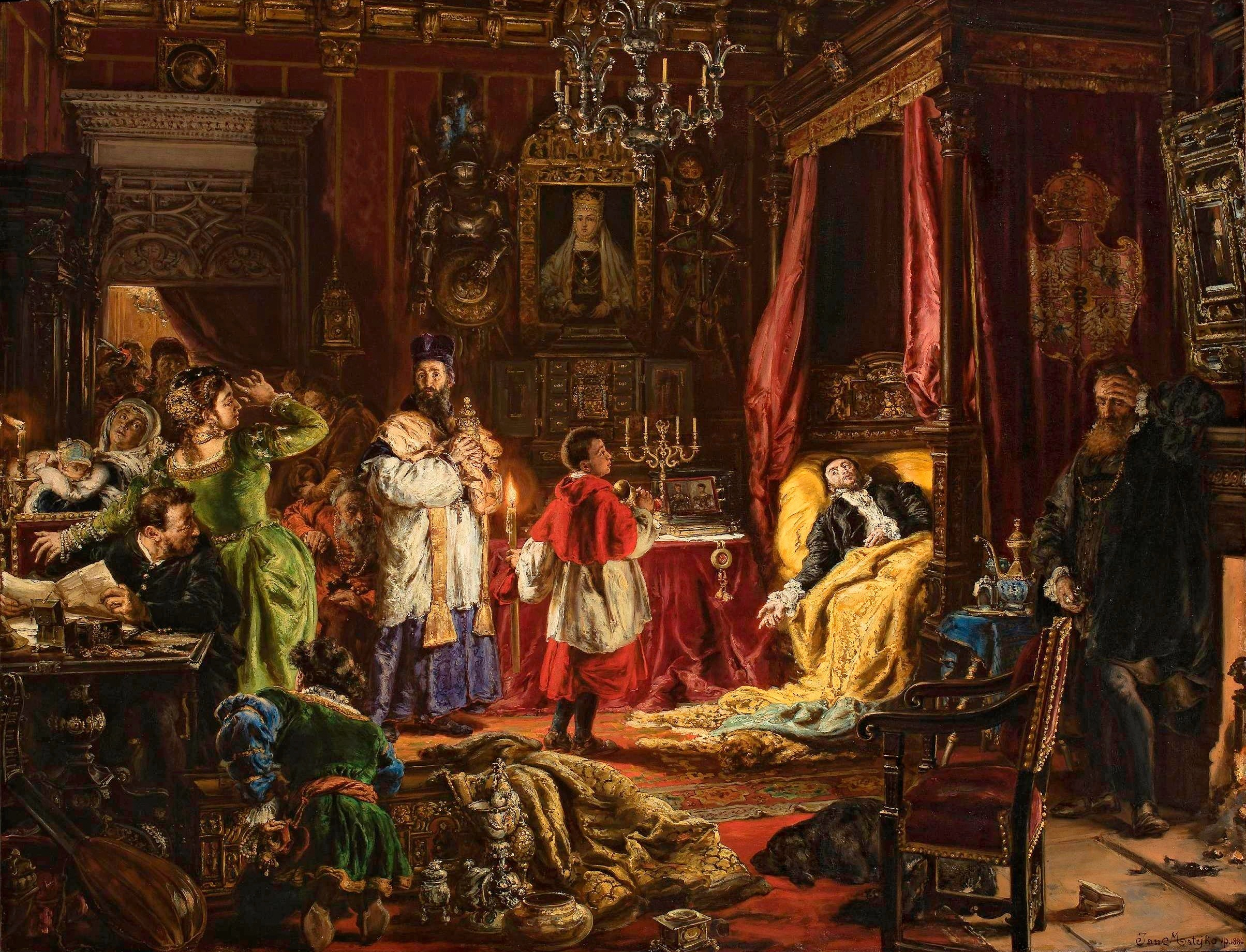
Ян Матейко. «Смерть Сигизмунда Августа в Кнышине».

Сигизмунд Август был женат три раза и ни в одном из браков не имел детей. В 1543 году он женился на Елизавете Австрийской (1526—1545), дочери императора Фердинанда I. Опасаясь влияния её на сына, Бона постаралась разлучить молодых супругов и, оставив невестку при себе, отправила Сигизмунда Августа в Великое княжество Литовское, которым он и управлял с 1544 года.
После скоропостижной смерти Елизаветы в июне 1545 года, отравленной, как полагают, Боной, Сигизмунд Август тайно женился на Барбаре Радзивилл (вдове Гаштольда), чем навлек на себя страшный гнев Боны. Вопрос об этом супружестве поставлен был на первом же сейме (петроковском), созванном после вступления Сигизмунда Августа на престол (1548). Почти все земские послы требовали, чтобы король расторгнул оскорбительное для его сана супружество, заключенное притом без ведома государственных чинов. Примас Дзежговский обещал дать ему отпущение грехов, а вину преступления брачной клятвы возложить на совесть всех граждан. Король, однако, остался непреклонным и впоследствии (1550), хотя и без согласия сейма, торжественно короновал Барбару в Кракове.
Однако год спустя Барбара умерла, тоже, как полагают некоторые, будучи отравленной по наущению Боны. В 1553 году Сигизмунд Август вступил в третий брак с Екатериной Австрийской (1533—1572), родной сестрой его первой жены. С ней он вскоре навсегда расстался и даже начал хлопоты о разводе. Несчастливый в семейной жизни, отчаявшись оставить после себя законного наследника, король отдался беспорядочной жизни и окружил себя колдуньями, надеясь, что они восстановят его разрушавшееся от невоздержанности здоровье.
По сведениям ряда источников в 1571 году у его любовницы Барбары Гизанки него родилась его внебрачная дочь ― Барбара (8 сентября 1571 — после 5 июня 1615). В 1573 году, после замужества матери с волынским князем Михалом Воронецким, Барбара была удочерена Воронецким и взяла его фамилию. До 6 декабря 1593 года она вышла замуж за Якуба Завадского, писца королевской казны, который обеспечил ей приданое в имении Косьмин в Черском крае. В последний раз в источниках Барбара Завадска, урожденная Воронецкая, появляется 5 июня 1615 года. Она умерла после этой даты.

### Смерть
Умер в 1572 году в Кнышине; с ним прекратилась династия Ягеллонов. Предвидя раздоры и смуту бескоролевья, Сигизмунд Август в духовном завещании убеждал подданных хранить мир и согласие и призывал проклятие на тех, кто начнёт ссору и посеет общественную распрю.

## Галерея

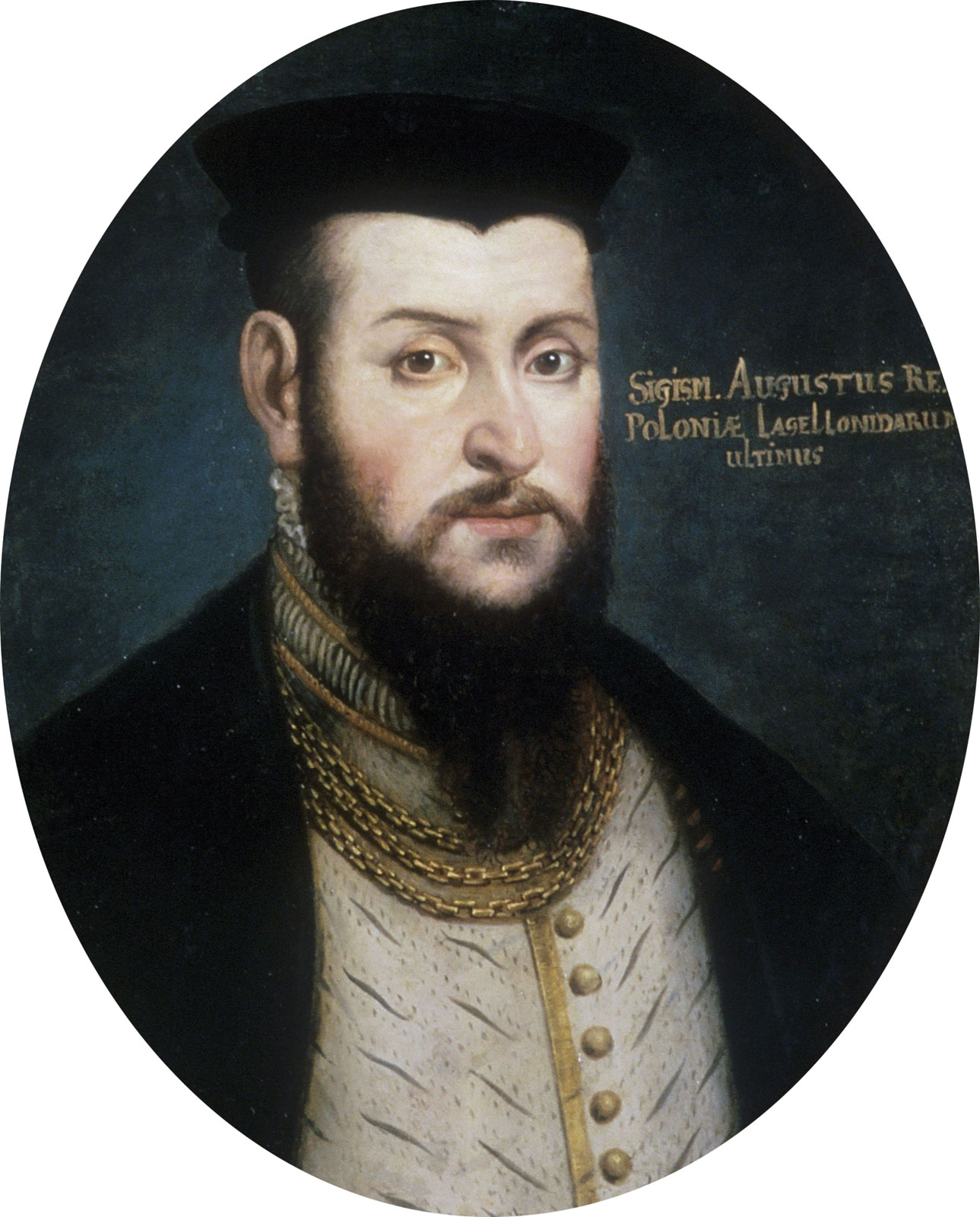
Портрет Сигизмунда II Августа, 1554 г.
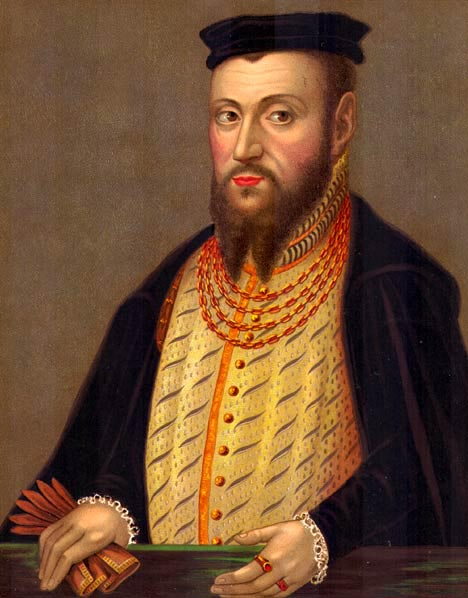
Портрет Сигизмунда II Августа, 1572 г.
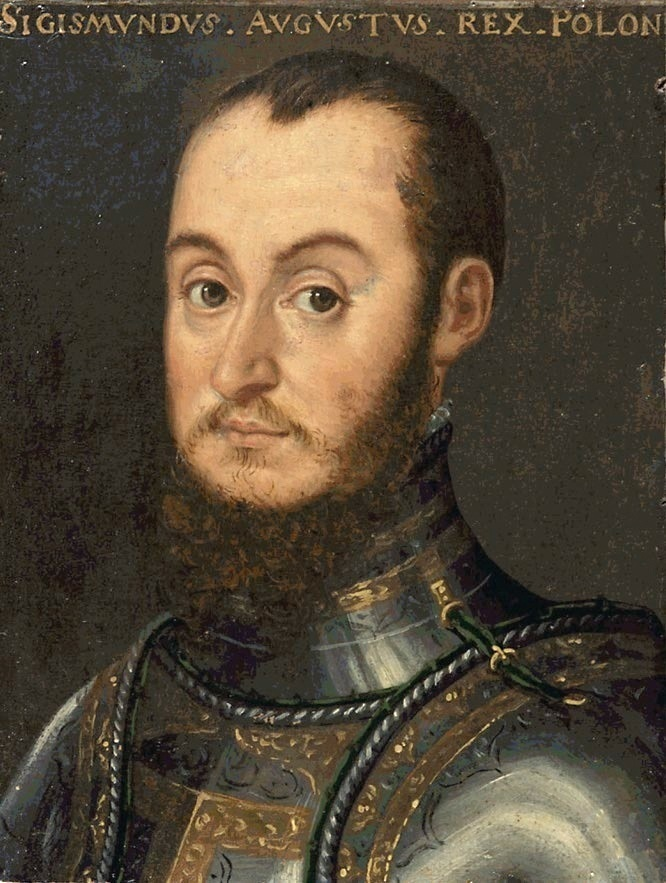
Портрет Сигизмунда II Августа в доспехах, 1650-е г.
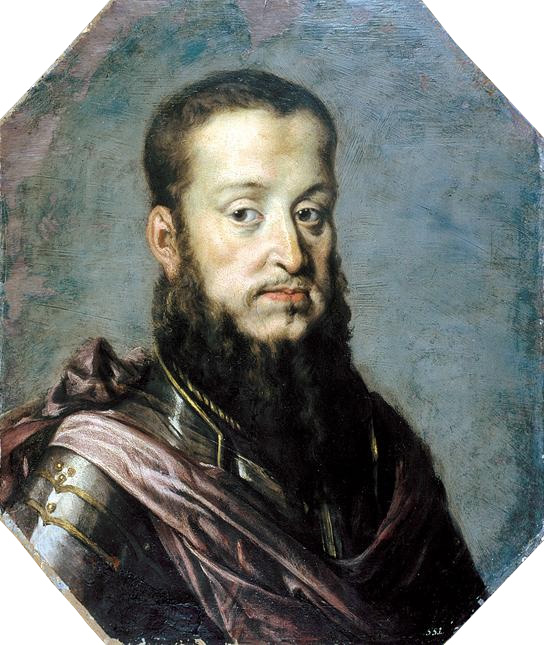
Портрет Сигизмунда II Августа в доспехах, 1643 г.
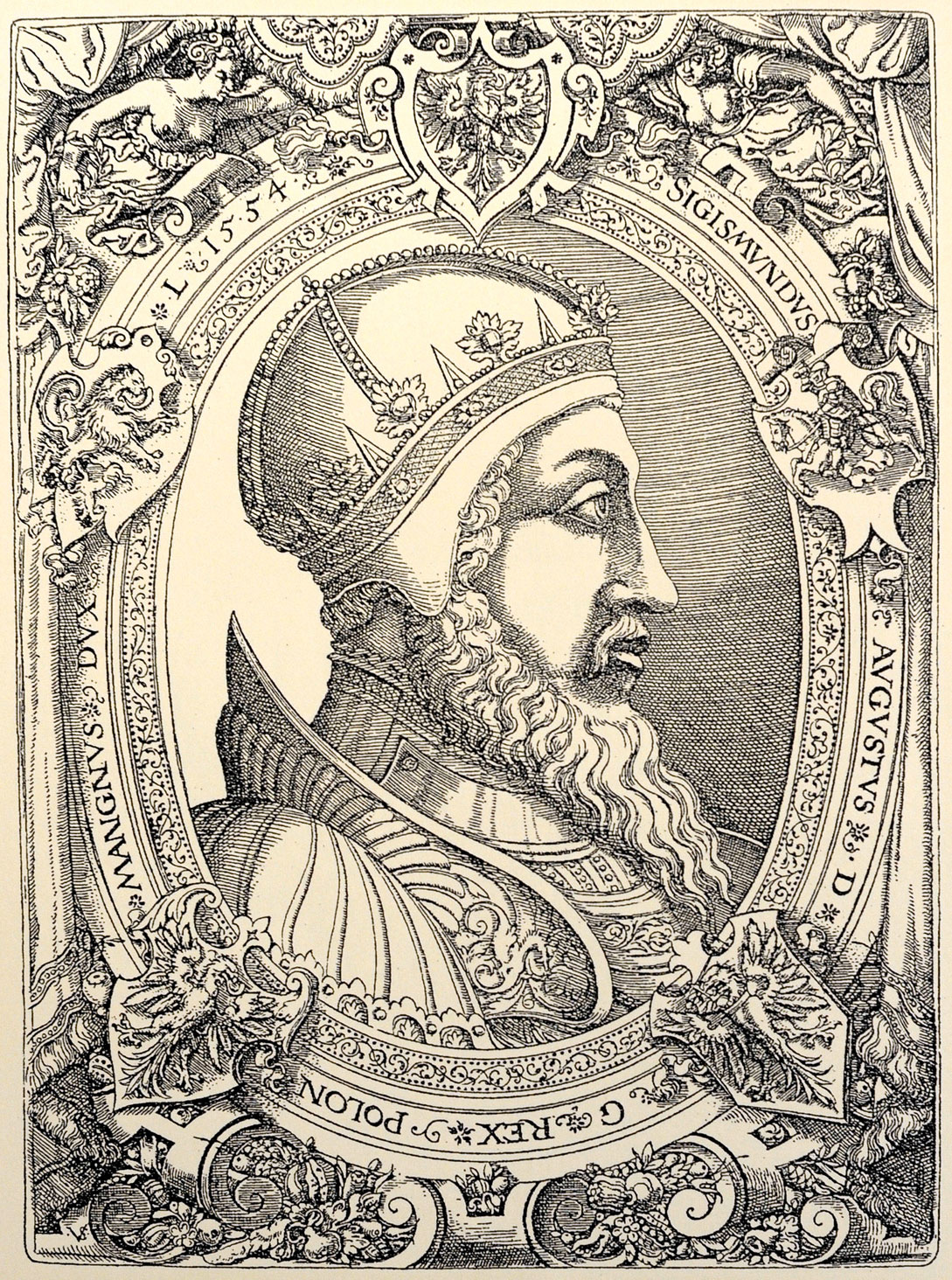
Виргиль Солис Старший. Портрет Сигизмунда II Августа, 1554 г.
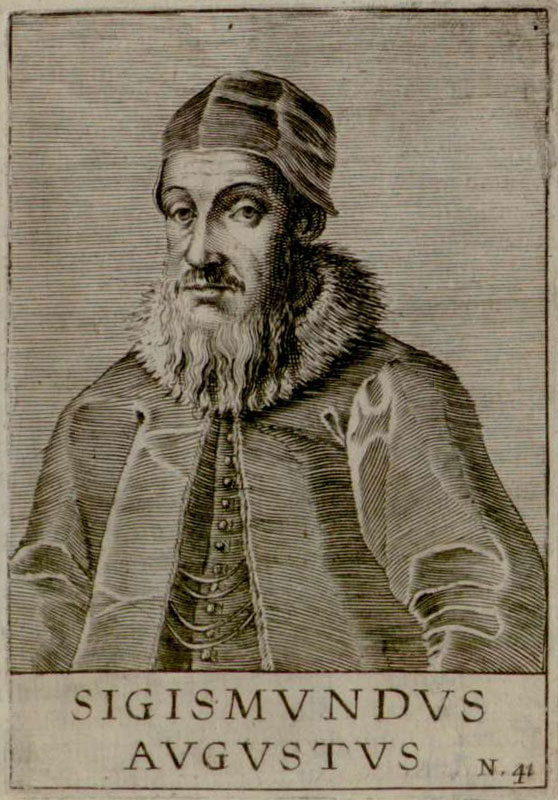
Посмертный портрет Сигизмунда II Августа, 1594 г.
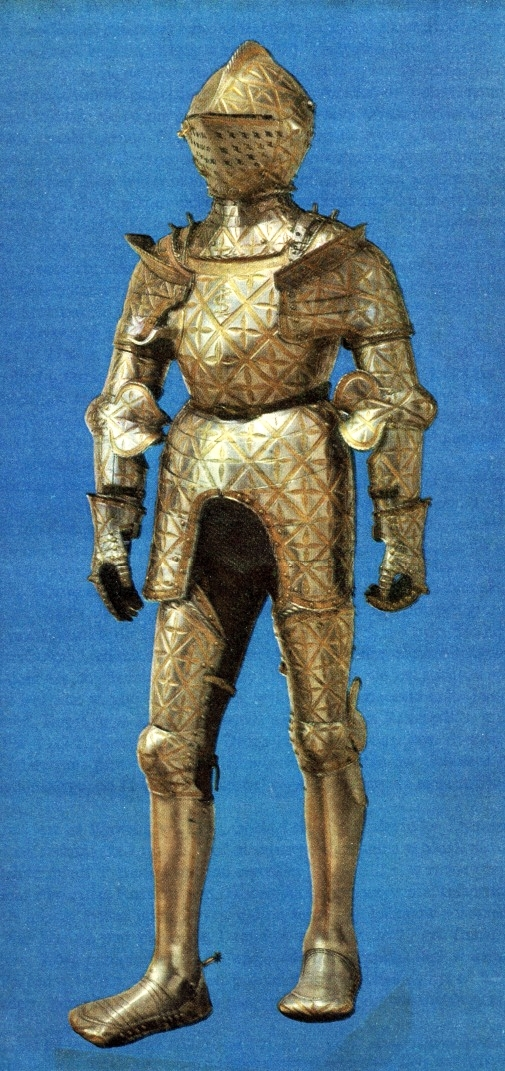
Детский доспех Сигизмунда II Августа, 1533 г.
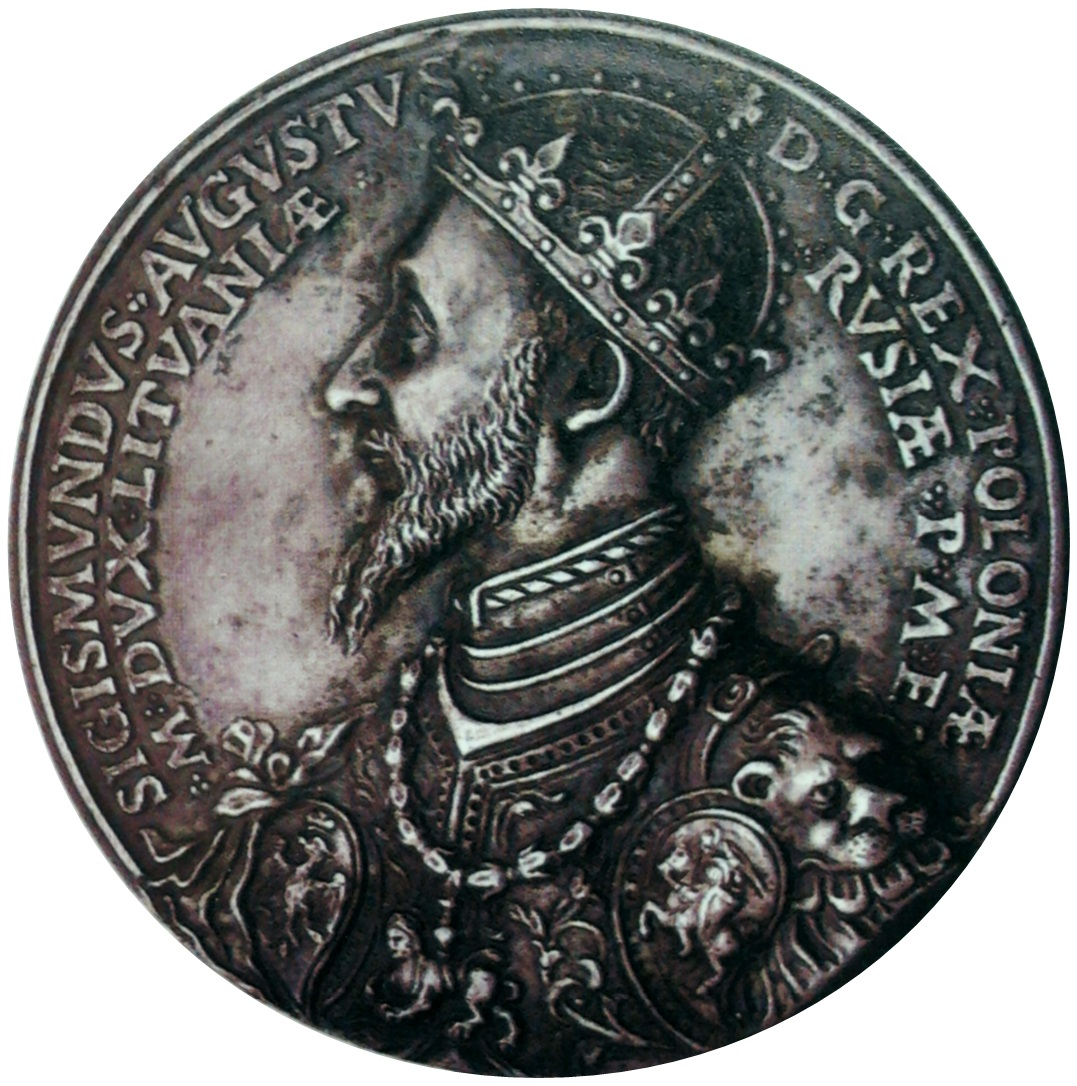
Якопо Каральо[англ.]. Медаль Сигизмунда II Августа середина XVI века.
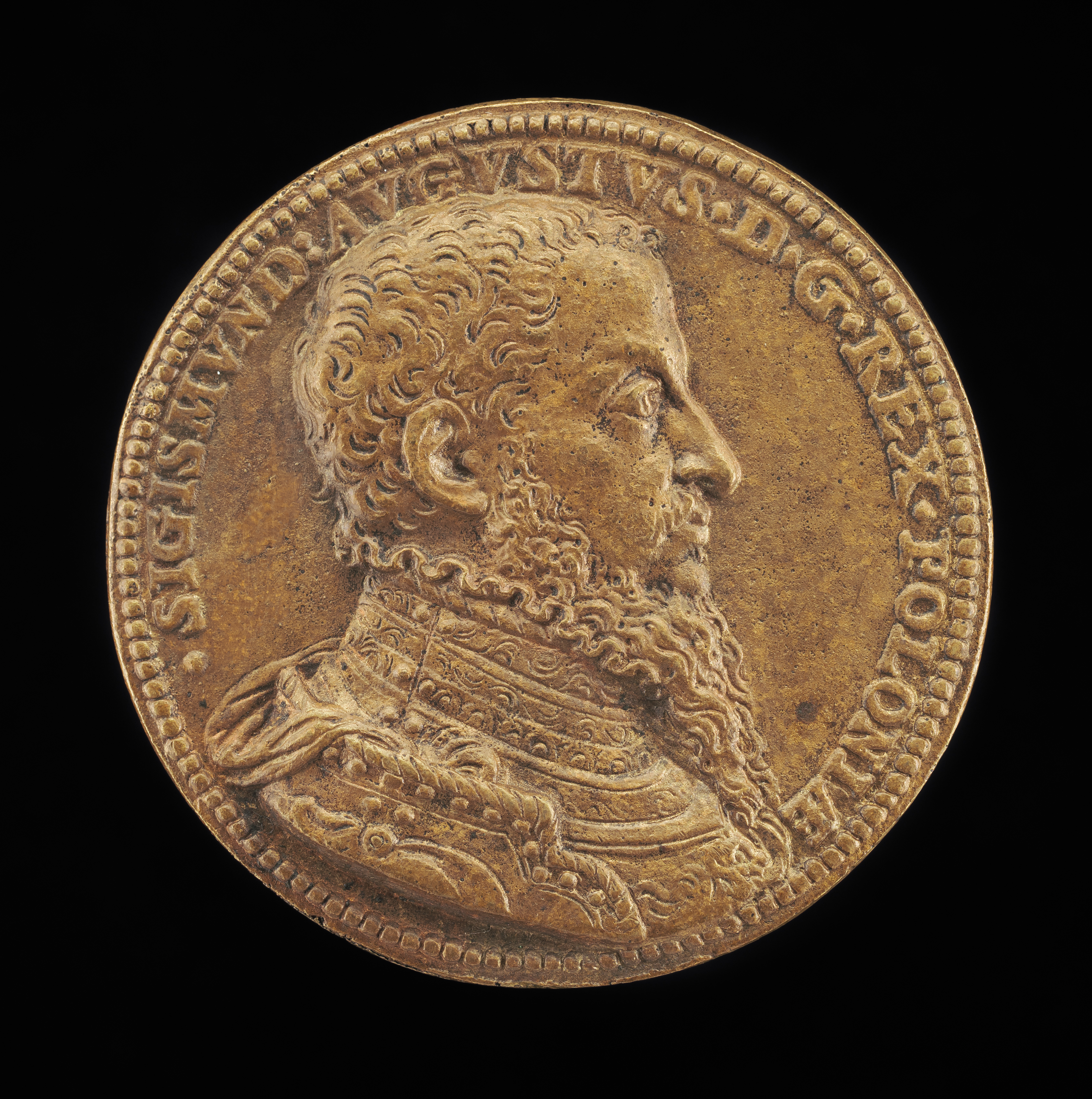
Аверс медали с изображением Сигизмунда II Августа, 1562 г.
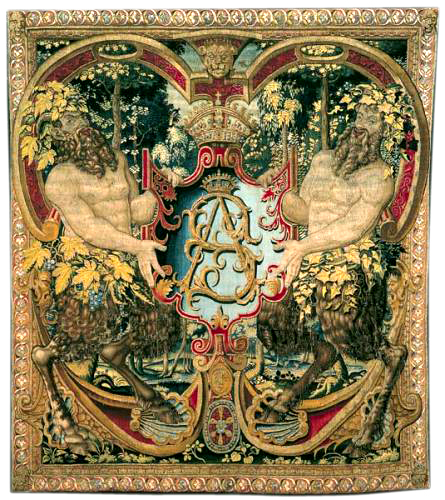
Гобелен с королевскими монограммами S.A. (Sigismundus Augustus), 1555 г.